# Тит Секстий Африкан
Вижте пояснителната страница за други личности с името Тит Секстий Африкан.
Тит Секстий Африкан (на латински: Titus Sextius Africanus; * 16 г.; † 61 г.) е политик и сенатор на Римската империя по времето на император Нерон. Прадядо е на император Пупиен.

## Биография
Произлиза от благородната фамилия Секстии. Потомък е на Тит Секстий, който през 44 пр.н.е. управлява провинция Африка Нова (Нумидия) и през 42 пр.н.е. завладява провинцията Africa Vetus.
В началото на 50-те години той планува брак с Юния Силана, но Агрипина Млада му повлиява да не се жени за нея. Жени се за Вибия и има дъщеря Секстия, която се омъжва за Апий Клавдий Пулхер (суфектконсул 2 век) и става майка на Клодия Пулхра (която става съпруга на Марк Пупиен Максим и майка на император Пупиен) и на Апия Ветурия Аврелия Коецива Сабинила (която е съпруга на Гай Октавий Светрий Прокул). Баща е вероятно и на Тит Секстий Магий Латеран (консул 94 г.), който е баща на Тит Секстий Африкан (консул 112 г.).
От юли 59 г. Африкан става суфектконсул заедно с Марк Осторий Скапула, малко преди убийството на Агрипина от Нерон. През 61 г. той провежда в Галия цензуса (преброяването) заедно с Квинт Волузий Сатурнин и Марк Требелий Максим. Тит Секстий също е член на колегията на арвалските братя.